# Bolitoglossa guaneae
Espèce
Bolitoglossa guaneae est une espèce d'urodèles de la famille des Plethodontidae.

## Répartition
Cette espèce est endémique de Colombie. Elle se rencontre dans les départements de Boyacá et de Santander entre 1 700 et 2 400 m d'altitude sur le versant Ouest de la cordillère Orientale.

## Description
Les mâles mesurent sans la queue de 31,53 à 41,56 mm et les femelles de 39,76 à 46,08 mm.

## Étymologie
Cette espèce est nommée en référence aux Guanes qui habitaient le lieu de sa découverte.

## Publication originale
- Acosta-Galvis & Gutiérrez-Lamus, 2012 : A new species of salamander (Bolitoglossa: Plethodontidae) from the Cordillera Oriental of the Colombian Andes. Papéis Avulsos de Zoologia, São Paulo, vol. 52, p. 201-218 (texte intégral).